# Hoja

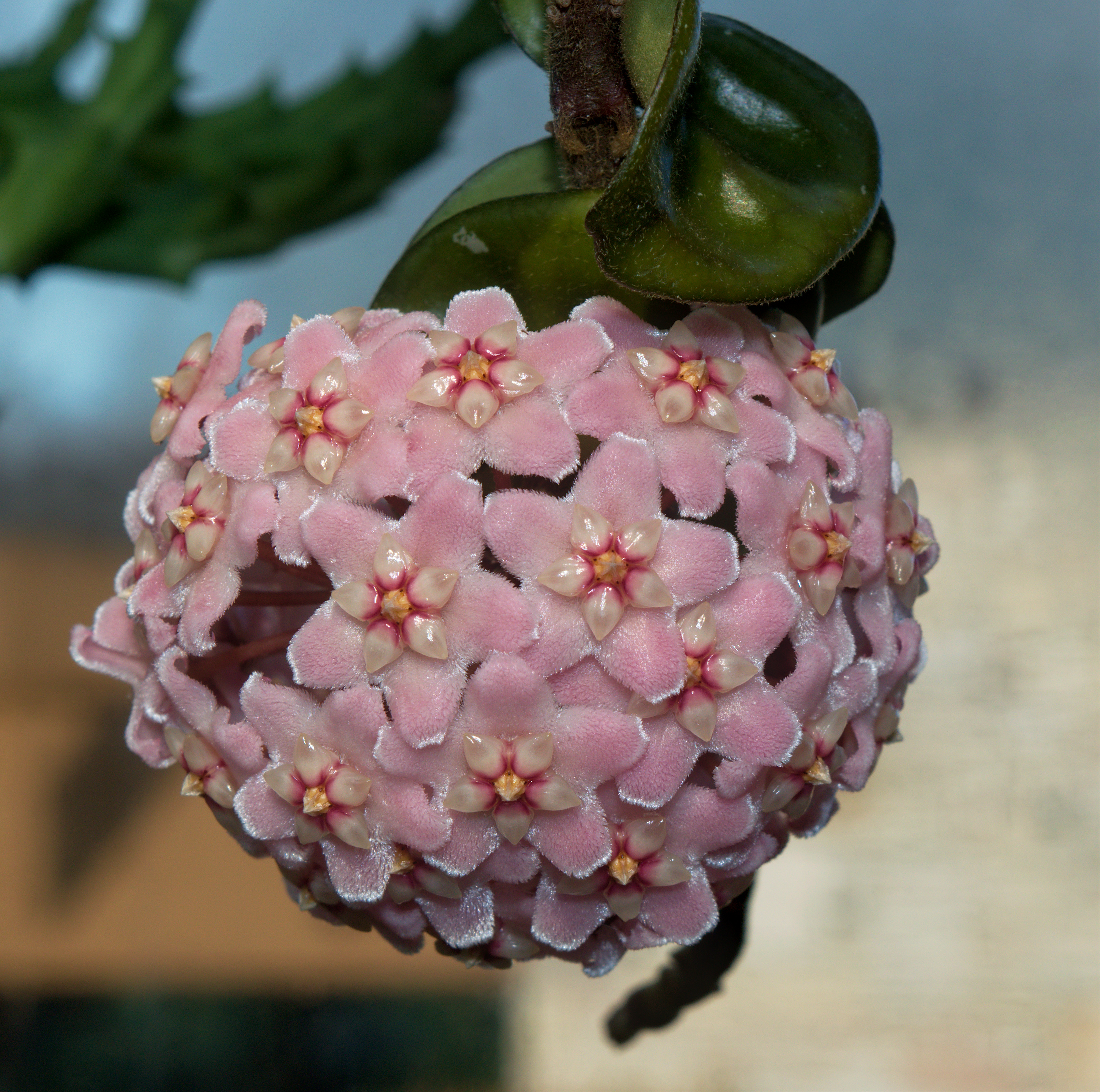
Hoja różowa

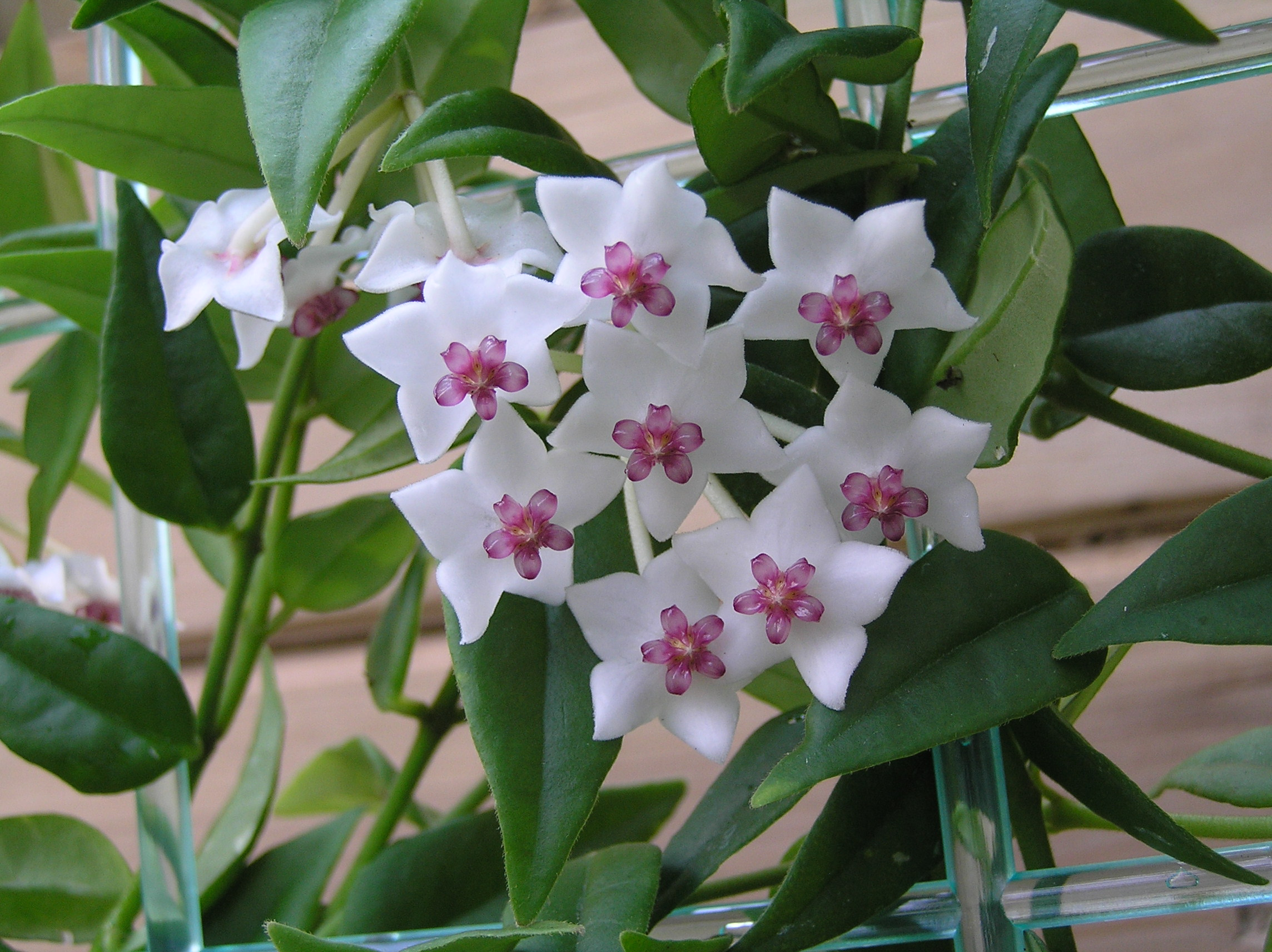
Hoja piękna

Hoja (Hoya R.Br.) – rodzaj roślin z rodziny toinowatych (Apocynaceae). Należą do niego co najmniej 533 gatunki pnączy lub niewysokich krzewów. Rośliny te występują w południowo-wschodniej Azji (od Indii po Japonię, Nowej Gwinei i Australii). Liczne gatunki silnie związane są z mrówkami – tworząc zmodyfikowane liście lub zgrubienia na pędach zasiedlane przez te owady, ale też korzeniące się w mrowiskach tworzonych w dziuplach drzew.
Niektóre gatunki uprawiane są jako ozdobne. Szczególnie popularne są: hoja piękna Hoya bella, hoja różowa Hoya carnosa. W kwiaciarstwie hoja bywa błędnie nazywana woskownicą, którą to nazwę nosi inny rodzaj roślin.

## Systematyka
Pozycja systematyczna

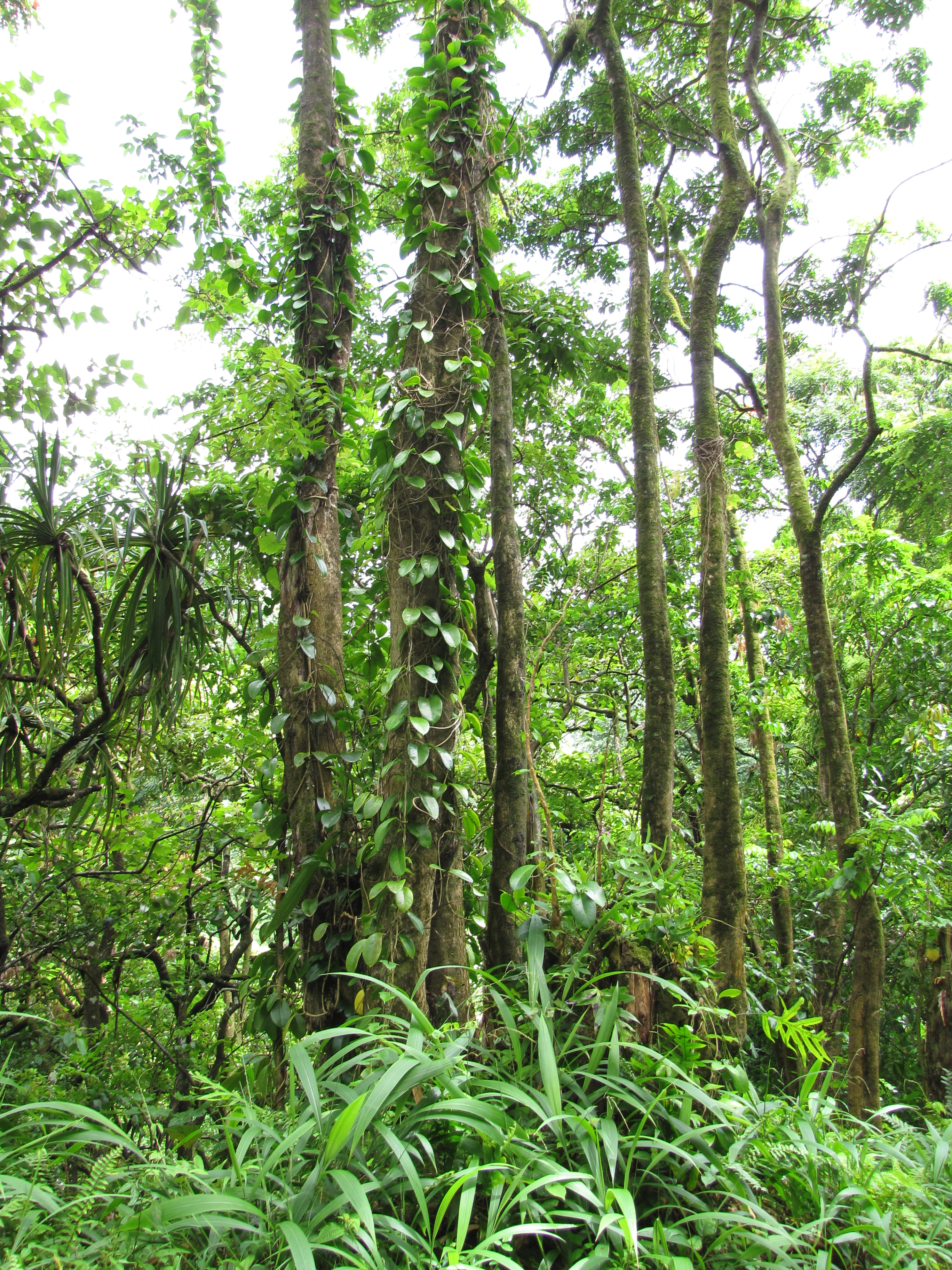
Hoya australis

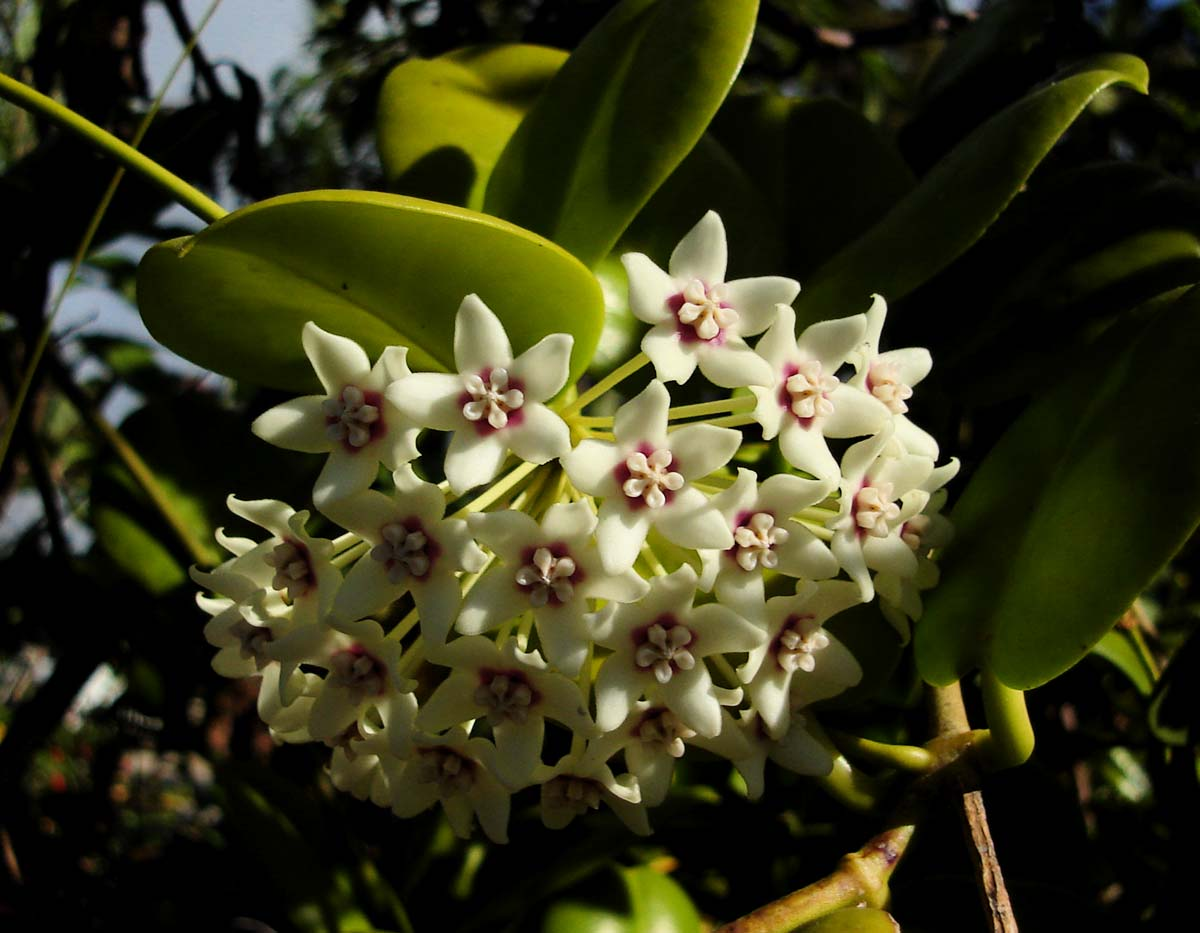
Hoya australis

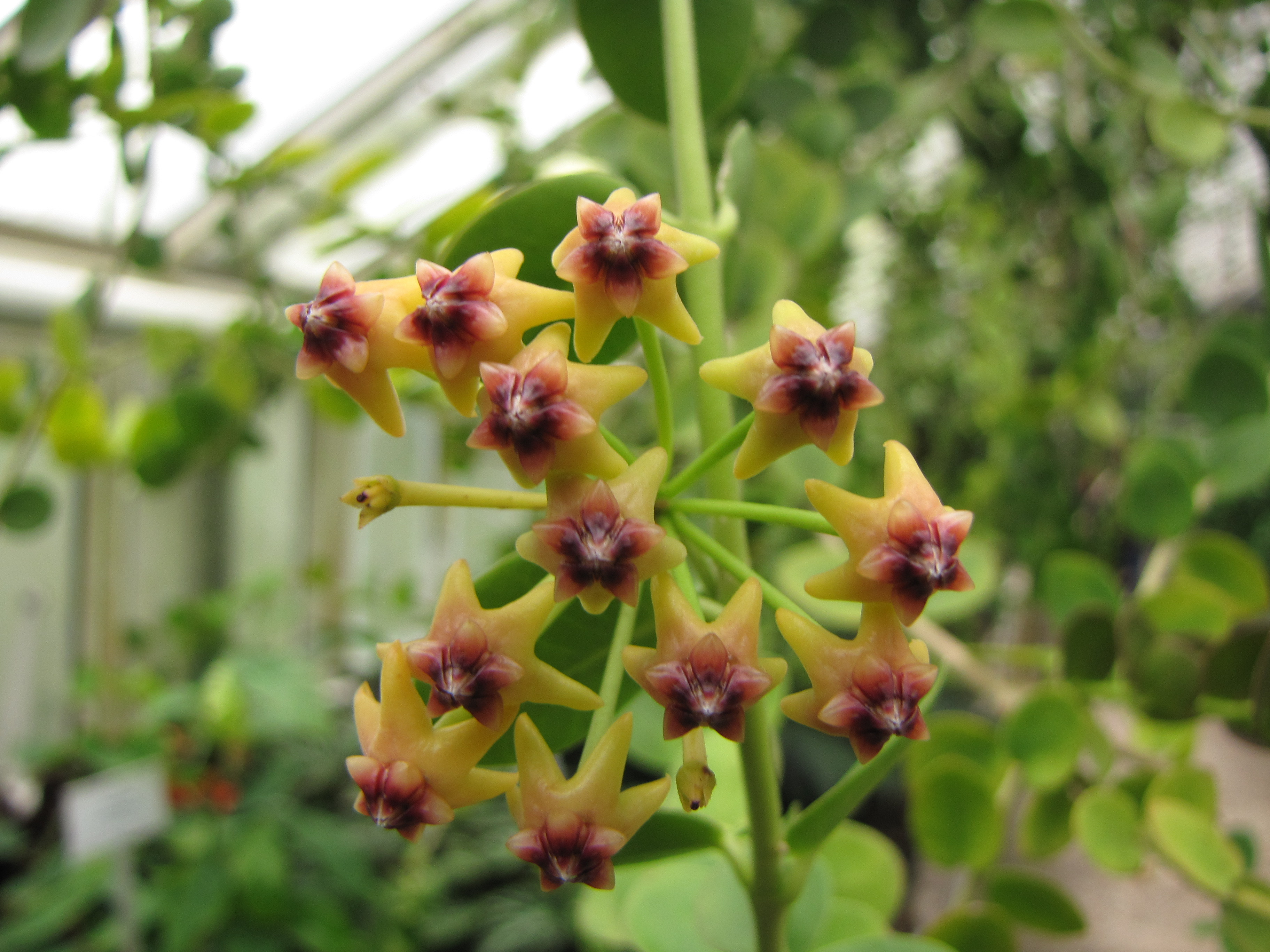
Hoya cumingiana

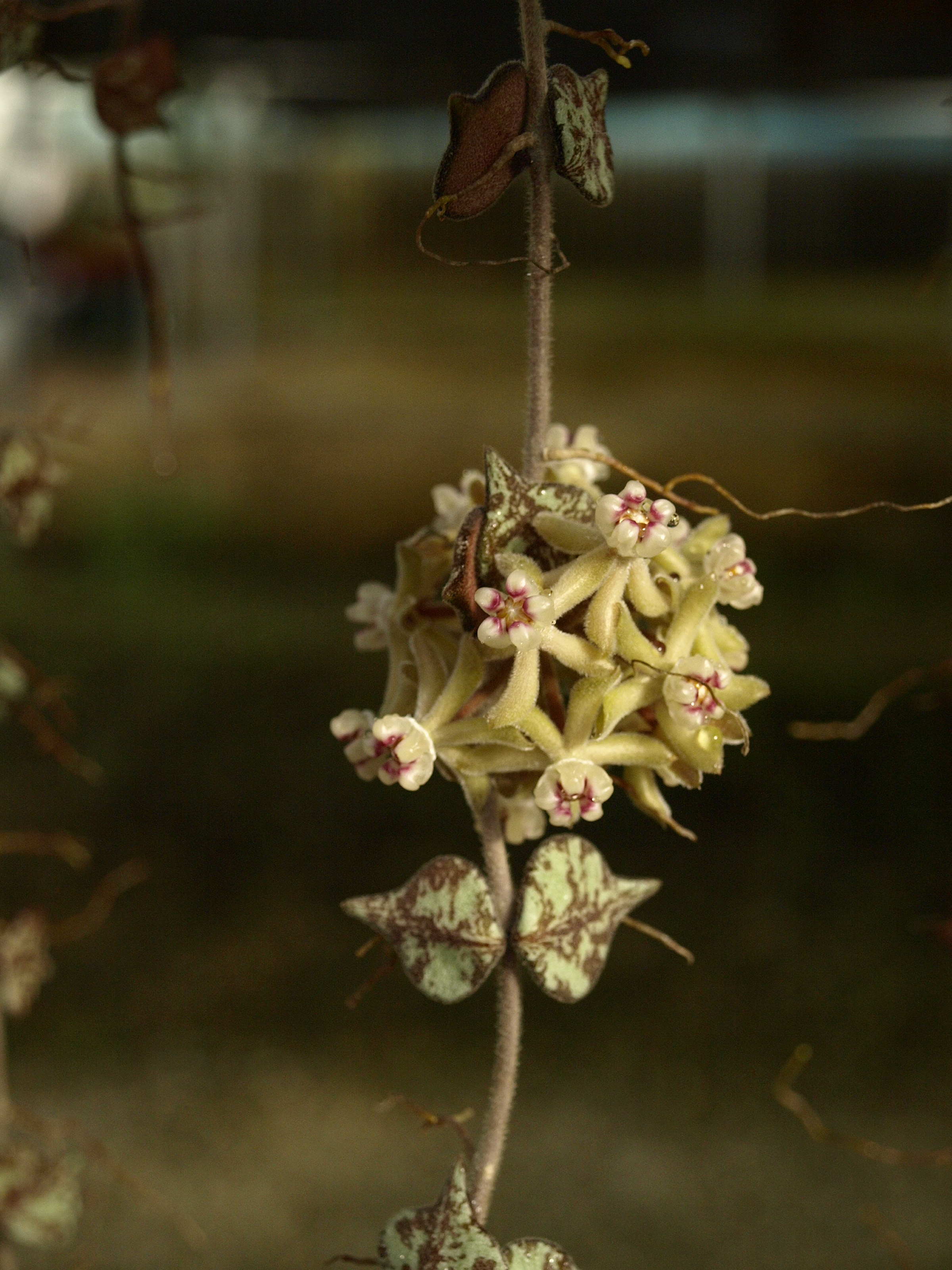
Hoya curtisii

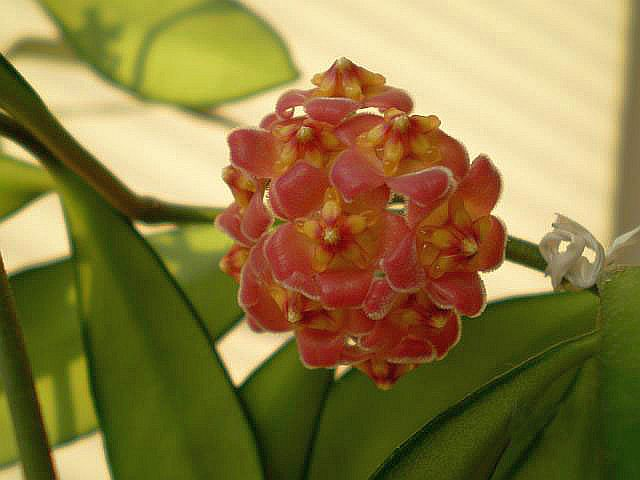
Hoya davidcummingii

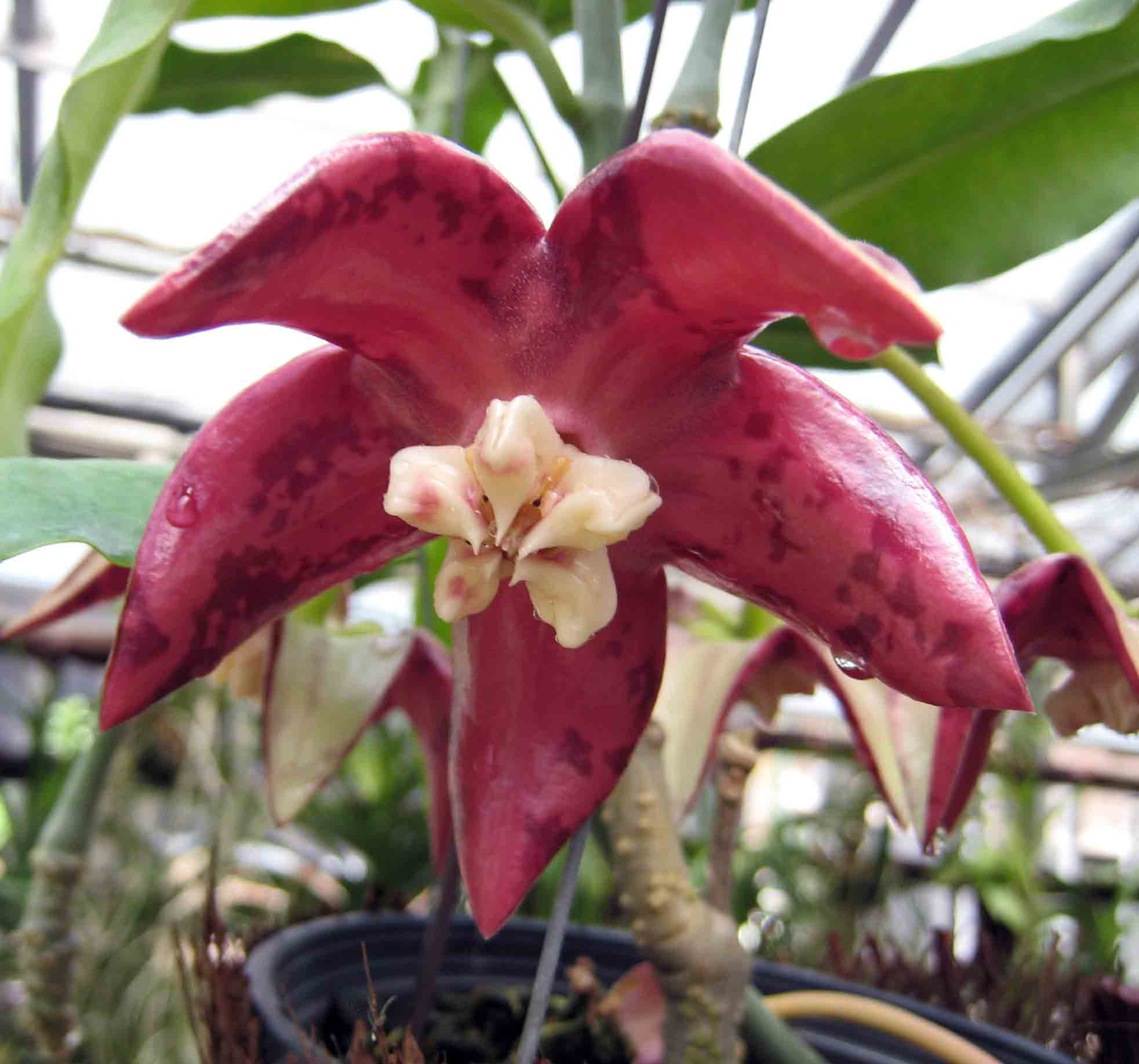
Hoya imperialis

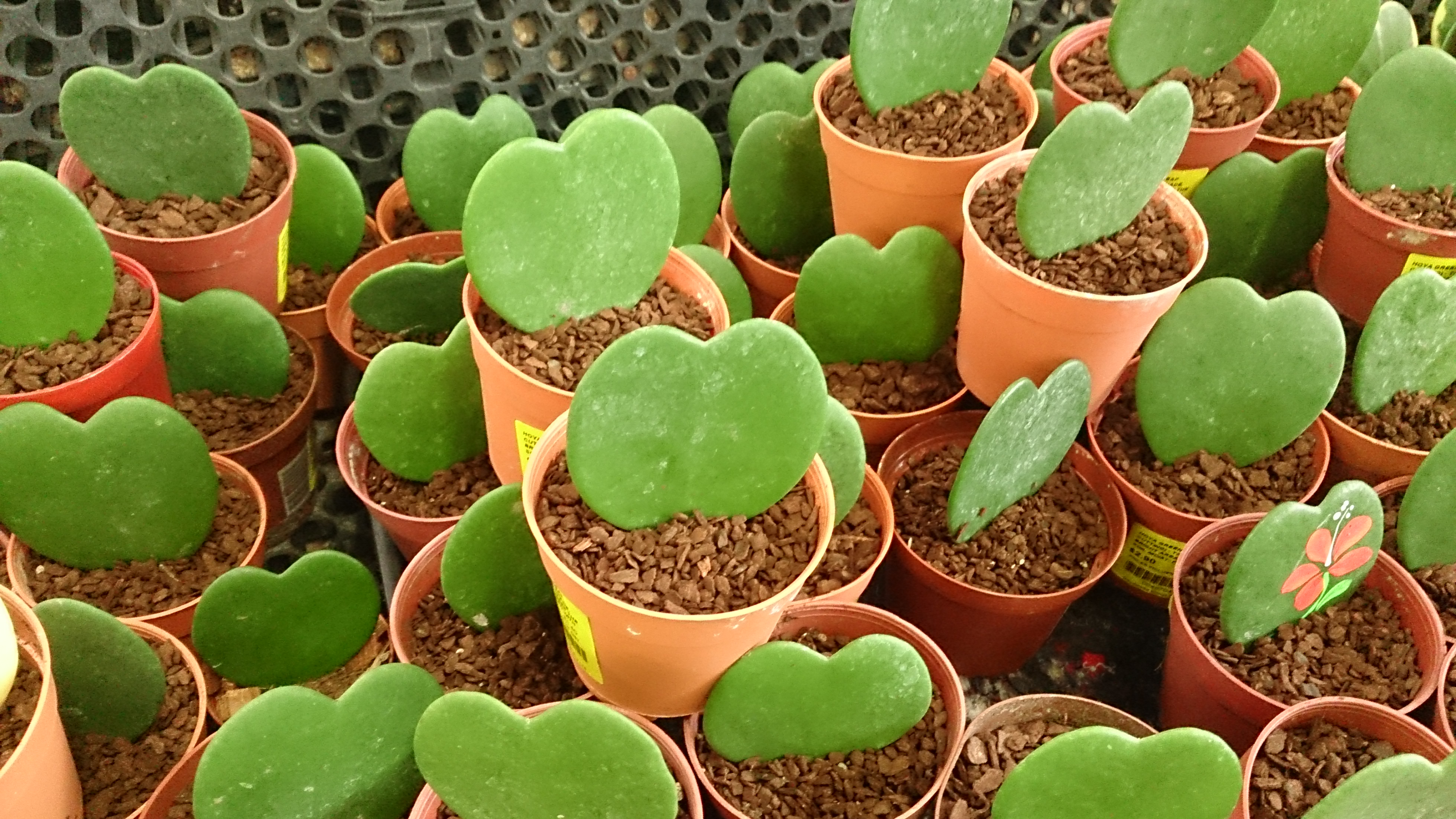
Hoya kerrii

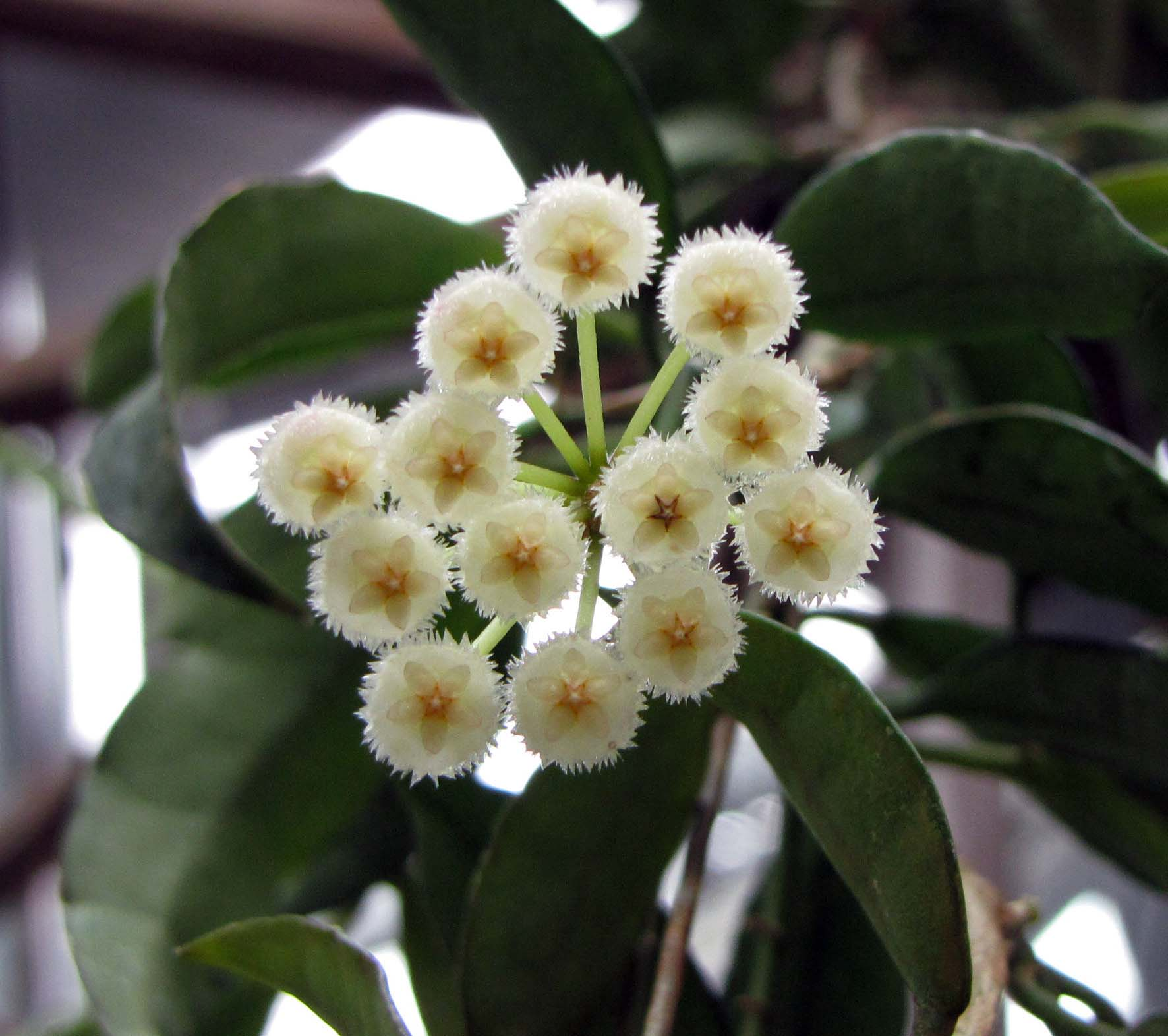
Hoya lacunosa

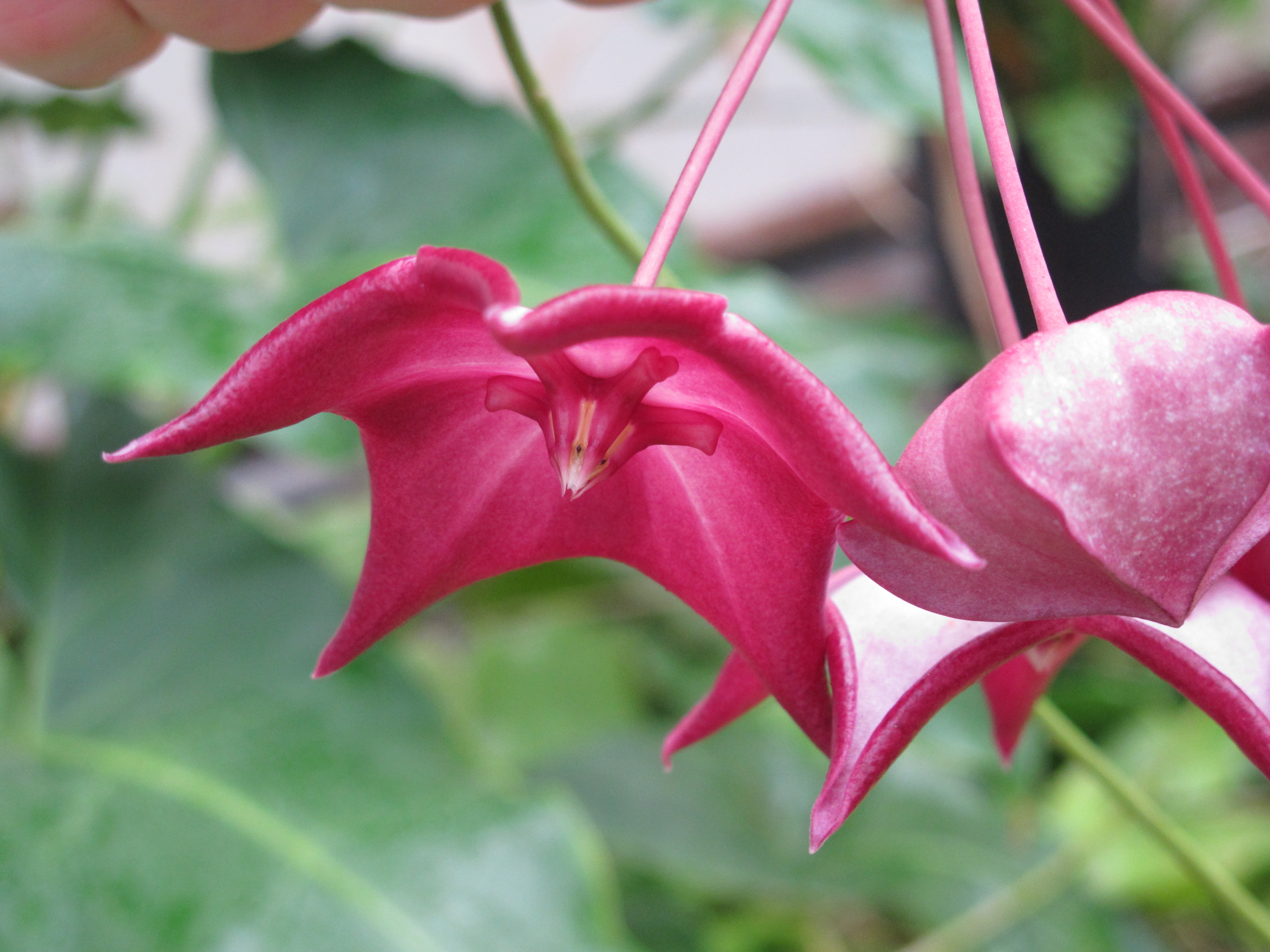
Hoya macgillivrayi

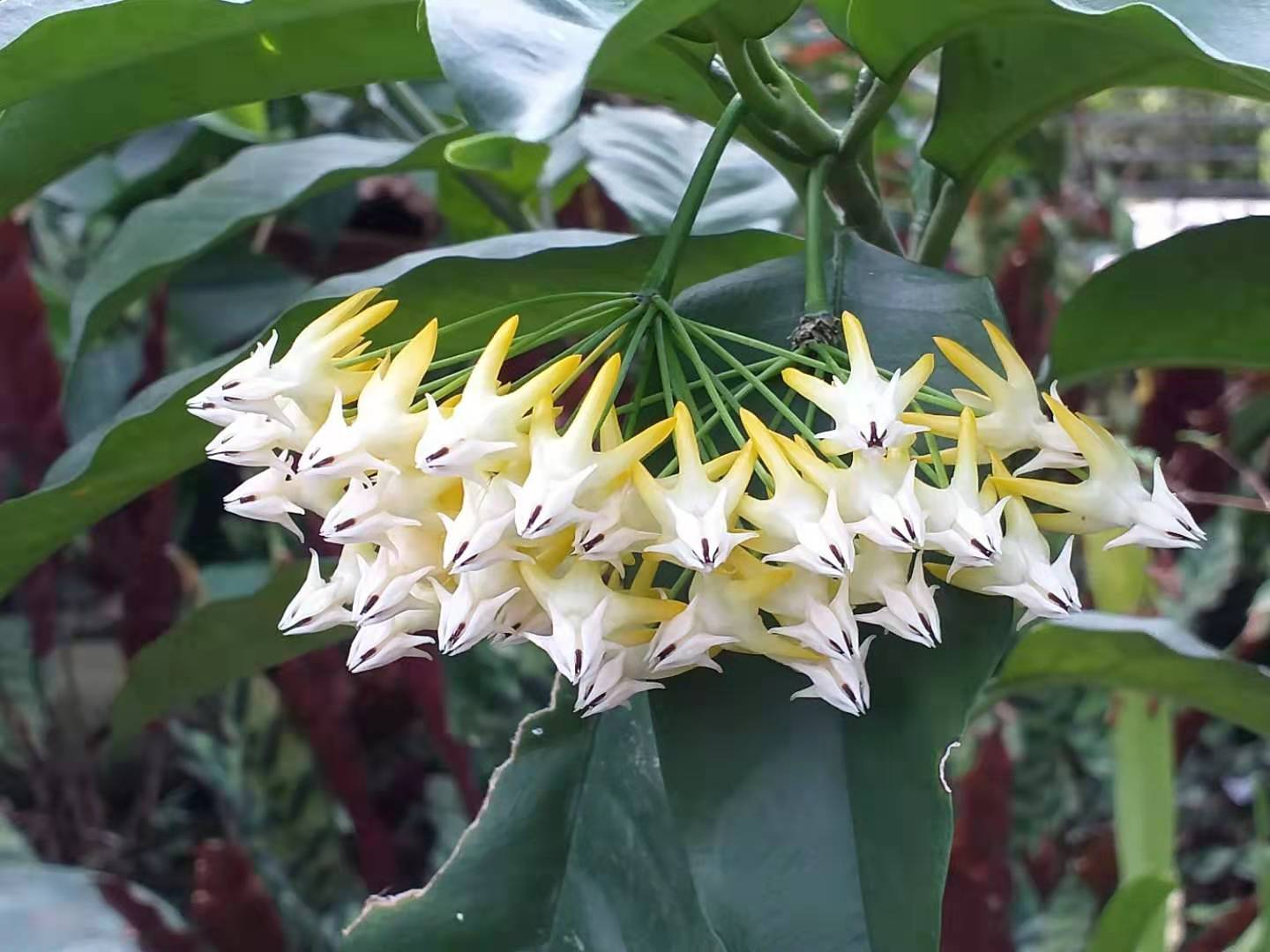
Hoya multiflora

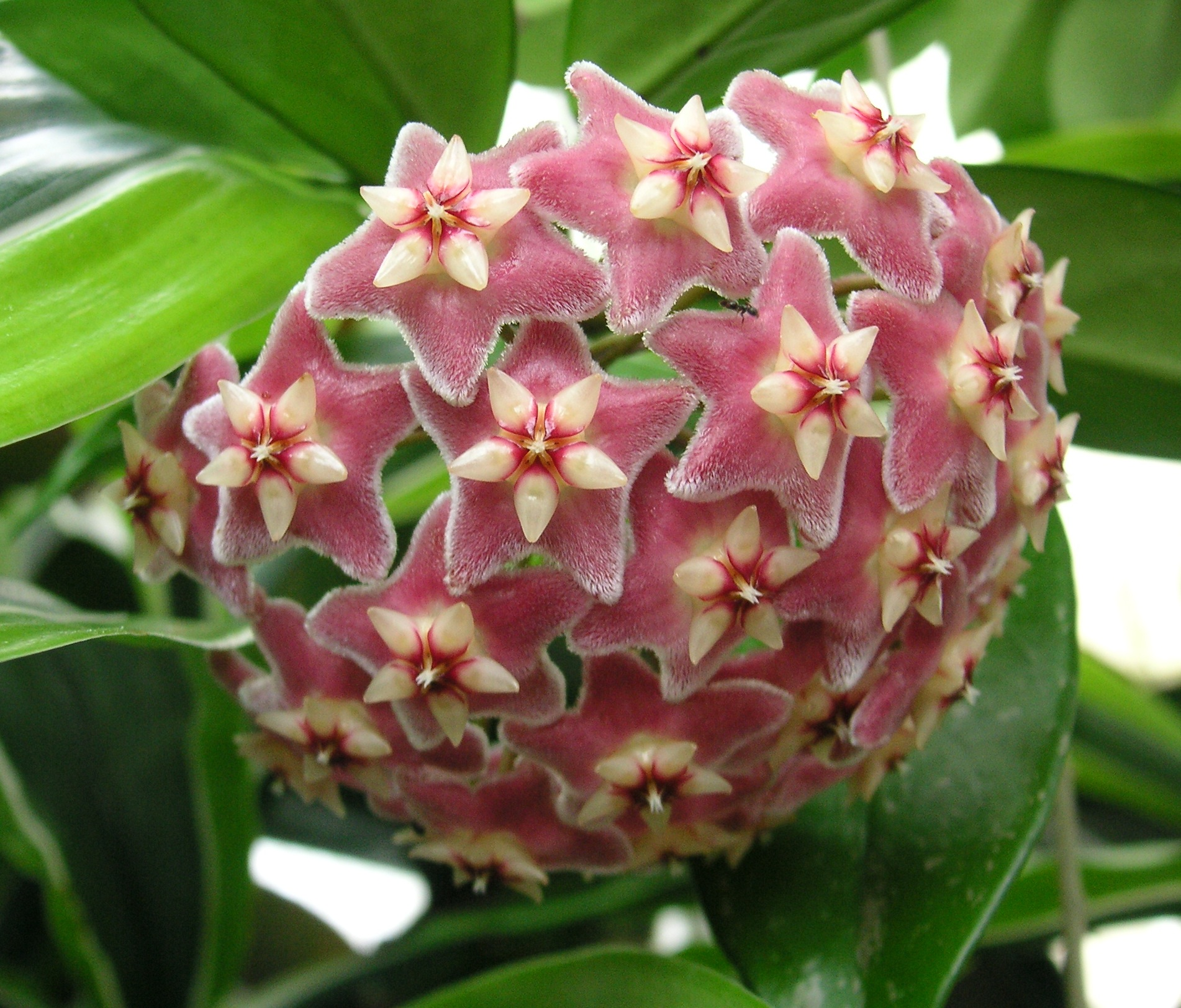
Hoya pubicalyx

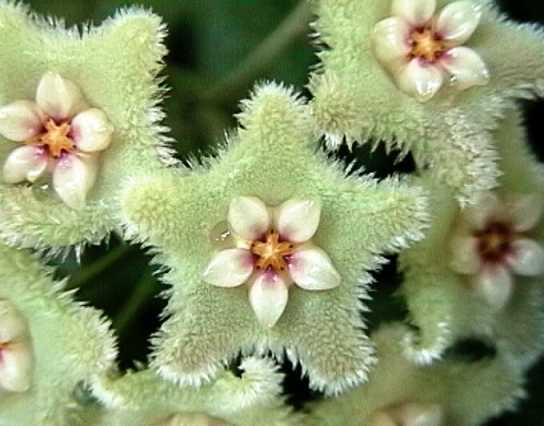
Hoya serpens

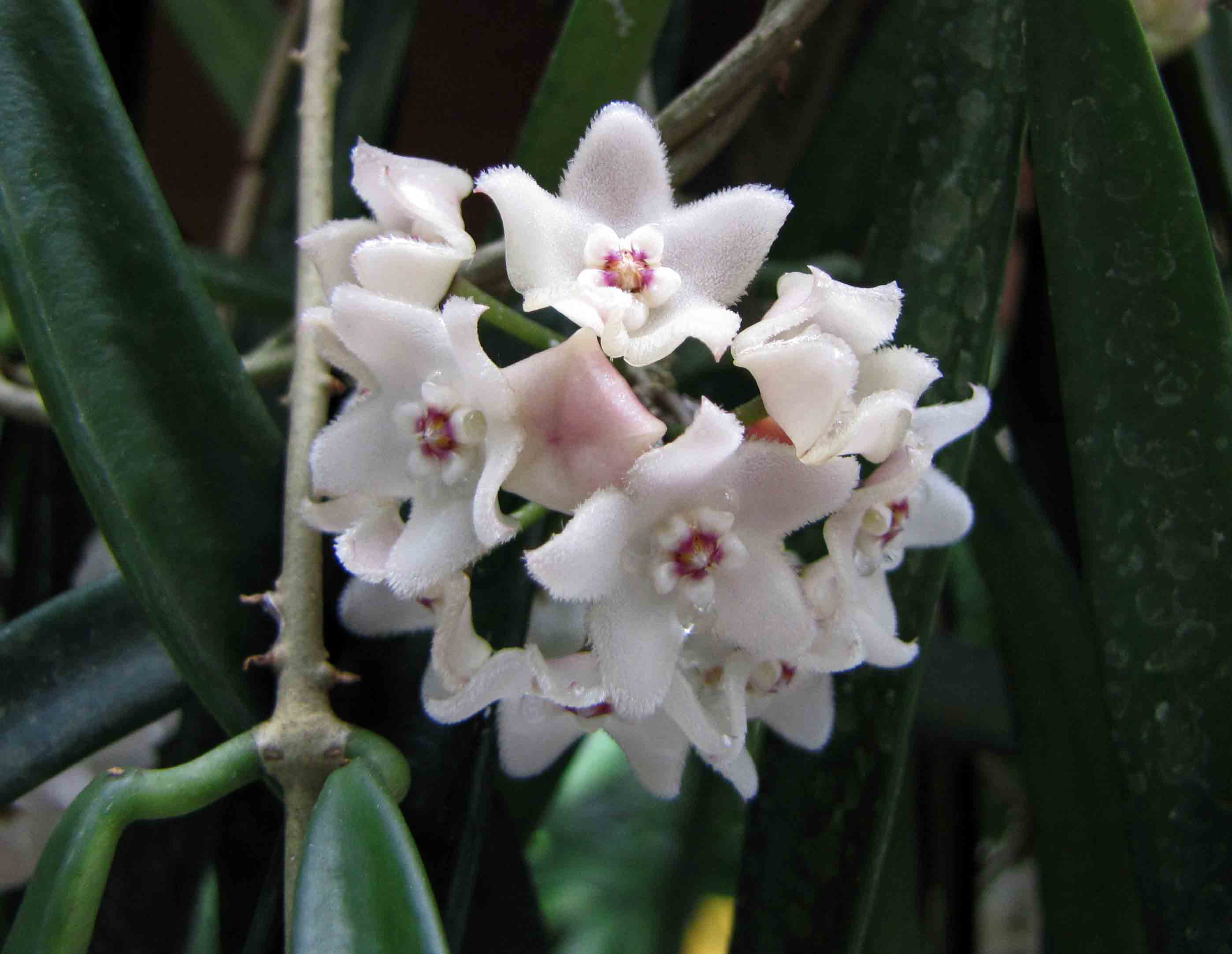
Hoya shepherdii

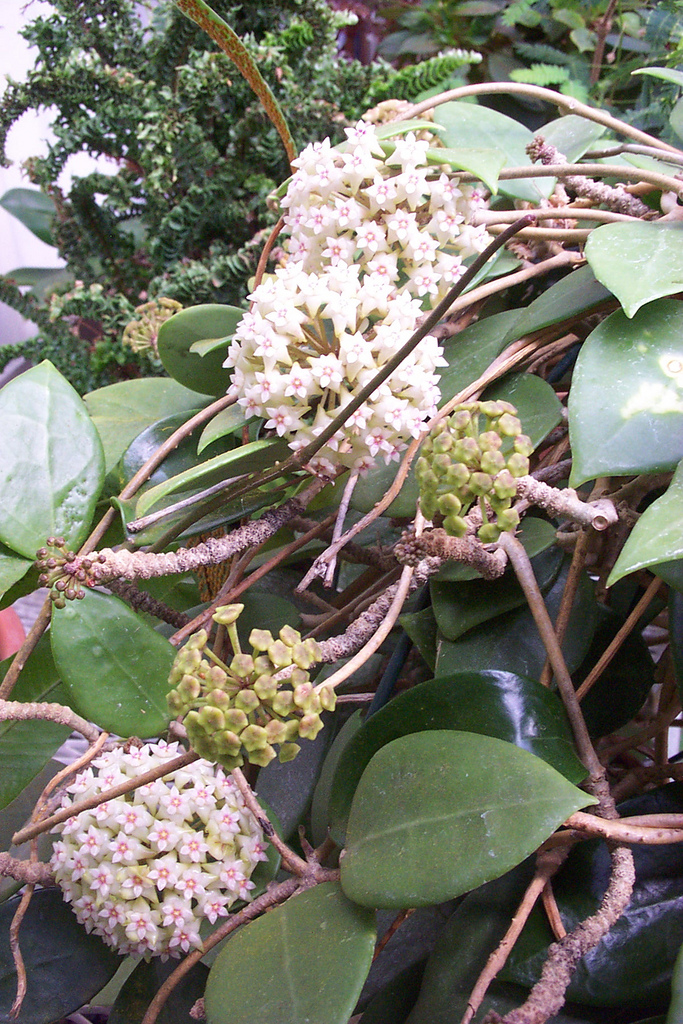
Hoya verticillata

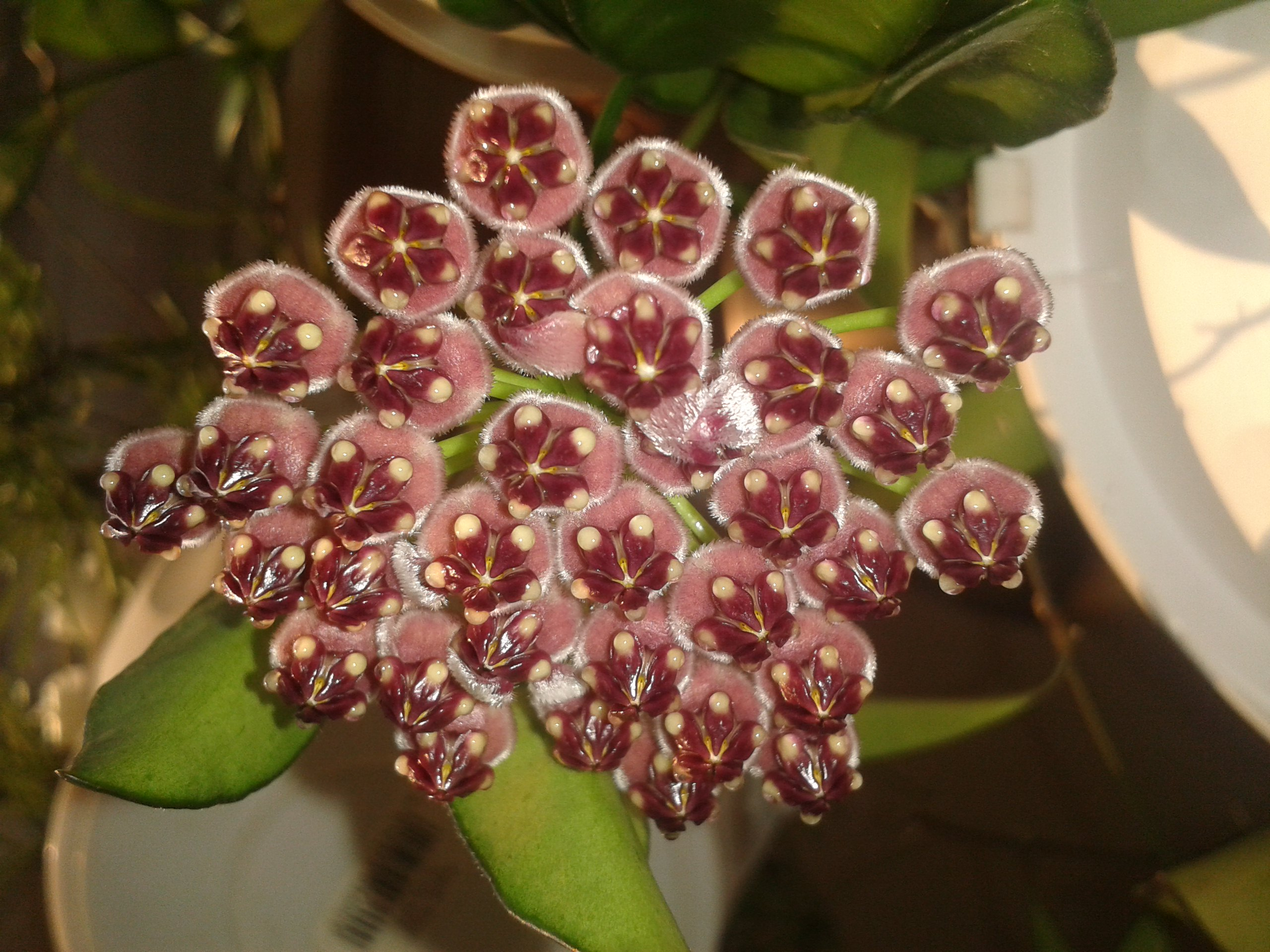
Hoya wayetii

Rodzaj z plemienia Marsdenieae i podrodziny Asclepiadoideae z rodziny toinowatych (Apocynaceae).
Wykaz gatunków
- Hoya acanthominima Kloppenb., G.Mend. & Ferreras
- Hoya acicularis T.Green & Kloppenb.
- Hoya acuminata (Wight) Benth. ex Hook.f.
- Hoya aeschynanthoides Schltr.
- Hoya affinis Hemsl.
- Hoya agusanensis Kloppenb.
- Hoya alagensis Kloppenb.
- Hoya albida Kloppenb., Cajano & Carandang
- Hoya albiflora (Blume) Zipp. ex K.Schum.
- Hoya aldrichii Hemsl.
- Hoya alexicaca (Jacq.) Moon
- Hoya alwitriana Kloppenb., Siar, Guevarra & Carandang
- Hoya amboinensis Warb.
- Hoya ambrosiae Kloppenb.
- Hoya amorosoae T.Green & Kloppenb.
- Hoya amrita Kloppenb., Siar & Ferreras
- Hoya andalensis Kloppenb.
- Hoya annaleesoligamiae Kloppenb.
- Hoya anncajanoae Kloppenb. & Siar
- Hoya antilaoensis Kloppenb.
- Hoya anulata Schltr.
- Hoya aphylla Aver., K.S.Nguyen & Averyanova
- Hoya apoda S.Moore
- Hoya apoensis Kloppenb. & Siar
- Hoya archboldiana C.Norman
- Hoya arnottiana Wight
- Hoya artwhistleri Kloppenb.
- Hoya attenuata Christoph.
- Hoya aurantiaca Kloppenb., Siar & Cajano
- Hoya aurigueana Kloppenb., Siar & Cajano
- Hoya australis R.Br. ex J.Traill
- Hoya bacunganensis Kloppenb.
- Hoya baguioensis Kloppenb.
- Hoya baishaensis S.Y.He & P.T.Li
- Hoya bakoensis Rodda
- Hoya balaensis Kidyoo & Thaithong
- Hoya bandaensis Schltr.
- Hoya bandongii Kloppenb. & Ferreras
- Hoya barbonii Kloppenb.
- Hoya bebsguevarrae Kloppenb. & Carandang
- Hoya beccarii Rodda & Simonsson
- Hoya bella Hook. – hoja piękna[6]
- Hoya benchaii Gavrus, A.L.Lamb, Emoi & Gokusing
- Hoya benguetensis Schltr.
- Hoya benitotanii Kloppenb.
- Hoya benstoneana Kloppenb., Siar, Guevarra & Carandang
- Hoya benvergarae Kloppenb. & Siar
- Hoya betchei (Schltr.) W.A.Whistler
- Hoya bhutanica Grierson & D.G.Long
- Hoya bicknellii Kloppenb.
- Hoya bicolensis Kloppenb., Siar & Cajano
- Hoya bicolor Kloppenb.
- Hoya bifunda Kloppenb., Siar, Cajano, G.Mend., Guevarra & Carandang
- Hoya bilobata Schltr.
- Hoya blashernaezii Kloppenb.
- Hoya bonii Costantin
- Hoya bordenii Schltr.
- Hoya borneoensis Kloppenb.
- Hoya brassii P.I.Forst. & Liddle ex Simonsson & Rodda
- Hoya brevialata Kleijn & Donkelaar
- Hoya brittonii Kloppenb.
- Hoya brooksii Ridl.
- Hoya bunuabgensis Kloppenb.
- Hoya buotii Kloppenb.
- Hoya burmanica Rolfe
- Hoya burtoniae Kloppenb.
- Hoya buruensis Miq.
- Hoya butleriana Kloppenb., Siar, Guevarra & Carandang
- Hoya cagayanensis C.M.Burton
- Hoya callistophylla T.Green
- Hoya calycina Schltr.
- Hoya calyxminuta Kloppenb.
- Hoya campanulata Blume
- Hoya camphorifolia Warb.
- Hoya capotoanensis Kloppenb.
- Hoya carandangiana Kloppenb. & Siar
- Hoya cardiophylla Merr.
- Hoya carmelae Kloppenb., Siar & Ferreras
- Hoya carnosa (L.f.) R.Br. – hoja różowa[6]
- Hoya carrii P.I.Forst. & Liddle ex Simonsson & Rodda
- Hoya caudata Hook.f.
- Hoya celata Kloppenb., Siar, G.Mend., Cajano, Guevarra & Carandang
- Hoya celsa Kloppenb., Siar, Guevarra, Cajano & Carandang
- Hoya cembra Kloppenb.
- Hoya chewiorum A.L.Lamb, Gavrus, Emoi & Gokusing
- Hoya chiekoae Kloppenb., Ferreras & G.Mend.
- Hoya chinghungensis (Y.Tsiang & P.T.Li) M.G.Gilbert, P.T.Li & W.D.Stevens
- Hoya chlorantha Rech.
- Hoya chloroleuca Schltr.
- Hoya chunii P.T.Li
- Hoya ciliata Elmer ex C.M.Burton
- Hoya cinnamomifolia Hook.
- Hoya clemensiorum T.Green
- Hoya collettii Schltr.
- Hoya collina Schltr.
- Hoya columna Kloppenb.
- Hoya cominsii Hemsl.
- Hoya commutata M.G.Gilbert & P.T.Li
- Hoya concava Kloppenb., Siar, Guevarra & Carandang
- Hoya corazoniae Kloppenb., Siar & Ferreras
- Hoya cordata P.T.Li & S.Z.Huang
- Hoya coriacea Blume
- Hoya corneri Rodda & S.Rahayu
- Hoya corollimarginata Kloppenb.
- Hoya corollivillosa Kloppenb.
- Hoya coronaria Blume
- Hoya crassicaulis Elmer ex Kloppenb.
- Hoya crassior Hochr.
- Hoya crassipetiolata Aver., V.T.Pham & T.A.Le
- Hoya cumingiana Decne.
- Hoya cupula Kloppenb., G.Mend. & Ferreras
- Hoya curtisii King & Gamble
- Hoya cutis-porcelana W.Suarez, J.R.Sahagun & Aurigue
- Hoya daimenglongensis Shao Y.He & P.T.Li
- Hoya danumensis Rodda & Nyhuus
- Hoya dasyantha Tsiang
- Hoya davidcummingii Kloppenb.
- Hoya decipulae S.Rahayu & Astuti
- Hoya deleoniorum Cabactulan, R.B.Pimentel, J.R.Sahagun & Aurigue
- Hoya dennisii P.I.Forst. & Liddle
- Hoya densifolia Turcz.
- Hoya desvoeuxensis T.Green & Kloppenb.
- Hoya devogelii Rodda & Simonsson
- Hoya deykei T.Green
- Hoya dickasoniana P.T.Li
- Hoya dictyoneura K.Schum.
- Hoya dimorpha F.M.Bailey
- Hoya diptera Seem.
- Hoya dischorensis Schltr.
- Hoya diversifolia Blume
- Hoya dolichosparte Schltr.
- Hoya eburnea Kloppenb., Guevarra & Carandang
- Hoya edanoi C.M.Burton
- Hoya edeni King ex Hook.f.
- Hoya edholmiana Simonsson & Rodda
- Hoya eitapensis Schltr.
- Hoya elegans Kostel.
- Hoya elliptica Hook.f.
- Hoya elmeri Merr.
- Hoya endauensis Kiew
- Hoya engleriana Hosseus
- Hoya epedunculata Schltr.
- Hoya erythrina Rintz
- Hoya erythrostemma Kerr
- Hoya espaldoniana Kloppenb., Siar & Cajano
- Hoya estrellaensis T.Green & Kloppenb.
- Hoya eumbeitii Kloppenb.
- Hoya evelinae Simonsson & Rodda
- Hoya excavata Teijsm. & Binn.
- Hoya exilis Schltr.
- Hoya faoensis Kloppenb. & Siar
- Hoya fauziana Rodda, Simonsson & A.L.Lamb
- Hoya ferrerasii Kloppenb. & Siar
- Hoya fetuana Kloppenb.
- Hoya filiformis Rech.
- Hoya finlaysonii Wight
- Hoya fischeriana Warb.
- Hoya fitchii Kloppenb.
- Hoya fitoensis Kloppenb.
- Hoya flavescens Schltr.
- Hoya flavida P.I.Forst. & Liddle
- Hoya forbesii King & Gamble
- Hoya foxii Kloppenb.
- Hoya frakeii Kloppenb.
- Hoya fraterna Blume
- Hoya fungii Merr.
- Hoya fusca Wall.
- Hoya galenii Kloppenb.
- Hoya galeraensis Kloppenb.
- Hoya garciae Kloppenb.
- Hoya gelba Kloppenb., Siar, Guevarra & Carandang
- Hoya gigantanganensis Kloppenb.
- Hoya gigas Schltr.
- Hoya gildingii Kloppenb.
- Hoya glabra Schltr.
- Hoya globulifera Blume
- Hoya globulosa Hook.f.
- Hoya golamcoana Kloppenb.
- Hoya gracilipes Schltr.
- Hoya gracilis Schltr.
- Hoya greenii Kloppenb.
- Hoya gretheri Kloppenb.
- Hoya griffithii Hook.f.
- Hoya guppyi Oliv.
- Hoya gutierrezii Kloppenb.
- Hoya hainanensis Merr.
- Hoya halconensis Kloppenb.
- Hoya halophila Schltr.
- Hoya hamiltoniorum A.L.Lamb, Gavrus, Emoi & Gokusing
- Hoya hanhiae V.T.Pham & Aver.
- Hoya hernaezii Kloppenb.
- Hoya heuschkeliana Kloppenb.
- Hoya histora Kloppenb.
- Hoya hypolasia Schltr.
- Hoya ignorata T.B.Tran, Rodda, Simonsson & Joongku Lee
- Hoya ilagiorum Kloppenb., Siar & Cajano
- Hoya imbricata Decne.
- Hoya imperialis Lindl.
- Hoya inconspicua Hemsl.
- Hoya incrassata Warb.
- Hoya incurvula Schltr.
- Hoya indaysarae M.N.Medina, R.J.T.Villanueva, Kloppenb. & Cabras
- Hoya infantalensis Kloppenb.
- Hoya inflata (P.I.Forst., Liddle & I.M.Liddle) L.Wanntorp & P.I.Forst.
- Hoya irisiae Ferreras, Kloppenb. & Tandang
- Hoya isabelaensis Kloppenb., Siar & Ferreras
- Hoya isabelchanae Rodda & Simonsson
- Hoya ischnopus Schltr.
- Hoya jianfenglingensis Shao Y.He & P.T.Li
- Hoya jiewhoeana Rodda, A.L.Lamb & Gokusing
- Hoya josetteae M.N.Medina & Kloppenb.
- Hoya juannguoana Kloppenb.
- Hoya juhoneweana Simonsson & Rodda
- Hoya kanlaonensis Kloppenb., Siar & Ferreras
- Hoya kanyakumariana A.N.Henry & Swamin.
- Hoya kastbergii Kloppenb.
- Hoya kenejiana Schltr.
- Hoya kentiana C.M.Burton
- Hoya kerrii Craib
- Hoya kingdonwardii P.T.Li
- Hoya kipandiensis Gavrus, A.L.Lamb, Emoi & Gokusing
- Hoya kloppenburgii T.Green
- Hoya klossii S.Moore
- Hoya koteka Simonsson & Rodda
- Hoya krohniana Kloppenb. & Siar
- Hoya krusenstierniana Simonsson & Rodda
- Hoya kuhlii (Blume) Koord.
- Hoya lactea S.Moore
- Hoya lacunosa Blume
- Hoya lagunaensis Kloppenb.
- Hoya lambii T.Green
- Hoya lambioae Kloppenb., Guevarra, Cajano & Carandang
- Hoya lamingtoniae F.M.Bailey
- Hoya lanataiensis Kloppenb.
- Hoya lanceolaria S.Moore
- Hoya lanceolata Wall. ex D.Don
- Hoya landgrantensis Kloppenb., Siar & Cajano
- Hoya lanotooensis Kloppenb.
- Hoya larrycahilogii Medina & Kloppenb.
- Hoya lasiantha Korth. ex Blume
- Hoya lasiogynostegia P.T.Li
- Hoya latifolia G.Don
- Hoya laurifoliopsis Hochr.
- Hoya lauterbachii K.Schum.
- Hoya leembruggeniana Koord.
- Hoya leucantha S.Moore
- Hoya leucorhoda Schltr.
- Hoya leytensis Elmer ex C.M.Burton
- Hoya limoniaca S.Moore
- Hoya linapauliana Kloppenb.
- Hoya linavergarae Kloppenb. & Siar
- Hoya lindaueana Koord.
- Hoya linearis Wall. ex D.Don
- Hoya lipoensis P.T.Li & Z.R.Xu
- Hoya lithophytica Kidyoo
- Hoya lobbii Hook.f.
- Hoya lockii V.T.Pham & Aver.
- Hoya loheri Kloppenb.
- Hoya longifolia Wall. ex Wight
- Hoya longipedunculata V.T.Pham & Aver.
- Hoya loyceandrewsiana T.Green
- Hoya luatekensis Kloppenb.
- Hoya lucardenasiana Kloppenb., Siar & Cajano
- Hoya lucyae Kloppenb. & Siar
- Hoya lutea Kostel.
- Hoya lyi H.Lév.
- Hoya macgillivrayi F.M.Bailey
- Hoya macrophylla Blume
- Hoya madulidii Kloppenb.
- Hoya magnifica P.I.Forst. & Liddle
- Hoya magniflora P.T.Li
- Hoya mahaweeensis Kloppenb.
- Hoya maingayi Hook.f.
- Hoya malata Kloppenb.
- Hoya manipurensis Deb
- Hoya mappigera Rodda & Simonsson
- Hoya maquilingensis Kloppenb.
- Hoya marananiae Kloppenb., Siar, Cajano & Carandang
- Hoya marginata Schltr.
- Hoya mariae (Schltr.) L.Wanntorp & Meve
- Hoya martinii Kloppenb. & G.Mend.
- Hoya marvinii Kloppenb., G.Mend. & Ferreras
- Hoya mata-ole-afiensis Kloppenb.
- Hoya matavanuensis Kloppenb.
- Hoya matiensis Kloppenb.
- Hoya maxima Teijsm. & Binn.
- Hoya maximowayetii Kloppenb.
- Hoya mcclurei Kloppenb.
- Hoya mcgregorii Schltr.
- Hoya medinae Kloppenb.
- Hoya medinillifolia Rodda & Simonsson
- Hoya megalantha Turrill
- Hoya megalaster Warb. ex K.Schum. & Lauterb.
- Hoya meliflua (Blanco) Merr.
- Hoya memoria Kloppenb.
- Hoya mengtzeensis Y.Tsiang & P.T.Li
- Hoya meredithii T.Green
- Hoya merrillii Schltr.
- Hoya micrantha Hook.f.
- Hoya microphylla Schltr.
- Hoya microstemma Schltr.
- Hoya migueldavidii Cabactulan, Rodda & Pimentel
- Hoya minahassae Schltr.
- Hoya mindanaoensis Kloppenb.
- Hoya mindorensis Schltr.
- Hoya minima Costantin
- Hoya minutiflora Rodda & Simonsson
- Hoya mirabilis Kidyoo
- Hoya mitrata Kerr
- Hoya monetteae T.Green
- Hoya moninae Kloppenb. & Cajano
- Hoya montana Schltr.
- Hoya montelbanensis Kloppenb.
- Hoya mucronulata Warb.
- Hoya multiflora Blume
- Hoya myanmarica P.T.Li
- Hoya myrmecopa Kleijn & Donkelaar
- Hoya nabawanensis Kloppenb. & Wiberg
- Hoya nakarensis Kloppenb., G.Mend. & Ferreras
- Hoya narcissiflora S.Rahayu & Rodda
- Hoya naumannii Schltr.
- Hoya navicula Kloppenb. & G.Mend.
- Hoya negrosensis Kloppenb.
- Hoya neocaledonica Schltr.
- Hoya neoebudica Guillaumin
- Hoya neoguineensis Engl.
- Hoya nervosa Y.Tsiang & P.T.Li
- Hoya nova Kloppenb.
- Hoya nummularia Decne. ex Hook.f.
- Hoya nummularioides Costantin
- Hoya nutans Aver. & V.T.Pham
- Hoya nuttiana Rodda & Simonsson
- Hoya nuuuliensis Kloppenb. & Siar
- Hoya nyhuusiae Kloppenb.
- Hoya obcordata Hook.f.
- Hoya oblanceolata Hook.f.
- Hoya oblongacutifolia Costantin
- Hoya obovata Decne.
- Hoya obscura Elmer ex C.M.Burton
- Hoya obtusifolia Wight
- Hoya odetteae Kloppenb.
- Hoya odorata Schltr.
- Hoya ofuensis Kloppenb.
- Hoya oleoides Schltr.
- Hoya oligantha Schltr.
- Hoya olosegaensis Kloppenb.
- Hoya omlorii (Livsh. & Meve) L.Wanntorp & Meve
- Hoya onychoides P.I.Forst., Liddle & I.M.Liddle
- Hoya oreogena Kerr
- Hoya oreostemma Schltr.
- Hoya orientalis P.T.Li
- Hoya ormocensis Kloppenb.
- Hoya ottolanderi Koord.
- Hoya ovalifolia Wight & Arn.
- Hoya oxycoccoides S.Moore
- Hoya pachyclada Kerr
- Hoya pachyphylla K.Schum. & Lauterb.
- Hoya pachypus S.Moore
- Hoya palawanensis Kloppenb.
- Hoya palawanica Kloppenb.
- Hoya pallilimba Kleijn & Donkelaar
- Hoya panayensis Kloppenb. & Siar
- Hoya pandurata Tsiang
- Hoya papaschonii Rodda
- Hoya papillantha K.Schum.
- Hoya papuana (Schltr.) Schltr.
- Hoya parvapollinia Kloppenb. & G.Mend.
- Hoya parviflora Wight
- Hoya parvifolia Schltr.
- Hoya patameaensis Kloppenb.
- Hoya patella Schltr.
- Hoya pauciflora Wight
- Hoya paulshirleyi T.Green & Kloppenb.
- Hoya paziae Kloppenb.
- Hoya pedunculata (Warb.) Schltr.
- Hoya peekelii Markgr.
- Hoya pentaphlebia Merr.
- Hoya perakensis Ridl.
- Hoya persicina Kloppenb., Siar, Guevarra, Carandang & G.Mend.
- Hoya phuluangensis Kidyoo
- Hoya phuwuaensis Kidyoo
- Hoya phyllura O.Schwartz
- Hoya piestolepis Schltr.
- Hoya pimenteliana Kloppenb.
- Hoya placerensis Kloppenb.
- Hoya platycaulis Simonsson & Rodda
- Hoya plicata King & Gamble
- Hoya polilloensis Kloppenb., Guevarra, G.Mend. & Ferreras
- Hoya polyneura Hook.f.
- Hoya pruinosa (Blume) Miq.
- Hoya pseudobicolensis Kloppenb.
- Hoya pseudoleytensis Kloppenb., G.Mend., Guevarra & Carandang
- Hoya pubens Costantin
- Hoya puber Blume
- Hoya pubicalyx Merr.
- Hoya pubicenta Kloppenb., G.Mend. & Ferreras
- Hoya pubicorolla Kloppenb., G.Mend. & Ferreras
- Hoya pulchella Schltr.
- Hoya pulchra Aurigue & Cabactulan
- Hoya purpurea Blume
- Hoya purpureofusca Hook.
- Hoya pusilla Rintz
- Hoya pusilliflora S.Moore
- Hoya pycnophylla Rech.
- Hoya querinoensis Kloppenb. & Siar
- Hoya quinquenervia Warb.
- Hoya quisumbingii Kloppenb.
- Hoya radicalis Y.Tsiang & P.T.Li
- Hoya ralphdavisiana Kloppenb., G.Mend. & Ferreras
- Hoya ramosii Kloppenb. & Siar
- Hoya ranauensis T.Green & Kloppenb.
- Hoya reticulata Moon
- Hoya retrorsa Gavrus, A.L.Lamb, Emoi & Gokusing
- Hoya retusa Dalzell
- Hoya revoluta Wight ex Hook.f.
- Hoya reyesii M.N.Medina & Kloppenb.
- Hoya reynosae Kloppenb.
- Hoya rhodostele Ridl.
- Hoya rhodostemma Schltr.
- Hoya rigida Kerr
- Hoya rigidifolia S.Rahayu & Rodda
- Hoya rima Kloppenb., G.Mend. & Ferreras
- Hoya rintzii Rodda, Simonsson & S.Rahayu
- Hoya rizaliana Kloppenb.
- Hoya rosarioae Kloppenb. & Siar
- Hoya rosea K.Schum.
- Hoya rostellata Kidyoo
- Hoya rotundiflora Rodda & Simonsson
- Hoya rubida Schltr.
- Hoya rumphii Blume
- Hoya rundumensis (T.Green) Rodda & Simonsson
- Hoya ruthiae Rodda
- Hoya sabaensis Kloppenb.
- Hoya sagcalii Kloppenb.
- Hoya salmonea Kloppenb., Guevarra, G.Mend. & Ferreras
- Hoya samarensis Kloppenb. & Siar
- Hoya sammannaniana A.L.Lamb, Gavrus, Emoi & Gokusing
- Hoya samoa-albiflora Kloppenb.
- Hoya samoensis Seem.
- Hoya santafeensis Kloppenb. & G.Mend.
- Hoya santiagoi Kloppenb. & Siar
- Hoya sapaensis T.B.Tran & Rodda
- Hoya sarawakensis Kloppenb.
- Hoya sarcophylla Ridl.
- Hoya savaiiensis Kloppenb.
- Hoya schallertiae C.M.Burton
- Hoya schneei Schltr.
- Hoya scortechinii King & Gamble
- Hoya seanwhistleriana Kloppenb.
- Hoya serpens Hook.f.
- Hoya shepherdii Short ex Hook.
- Hoya siamica Craib
- Hoya sigillatis T.Green
- Hoya silvatica Y.Tsiang & P.T.Li
- Hoya sipitangensis Kloppenb. & Wiberg
- Hoya smithii Kloppenb.
- Hoya soidaoensis Kidyoo
- Hoya solaniflora Schltr.
- Hoya soligamiana Kloppenb., Siar & Cajano
- Hoya solokensis S.Rahayu & Rodda
- Hoya somadeeae Rodda & Simonsson
- Hoya sororia K.Schum.
- Hoya spartioides (Benth.) Kloppenb.
- Hoya spencii Kloppenb.
- Hoya stenakei Simonsson & Rodda
- Hoya stenophylla Schltr.
- Hoya stoneana Kloppenb. & Siar
- Hoya subcalva Burkill
- Hoya subglabra Schltr.
- Hoya subquaterna Miq.
- Hoya subquintuplinervis Miq.
- Hoya sulitii Kloppenb.
- Hoya sumatrana S.Rahayu & Rodda
- Hoya surigaoensis Kloppenb., S.Siar & Nyhuus
- Hoya sussuela (Roxb.) Merr.
- Hoya tamaleaaea Kloppenb.
- Hoya tamdaoensis Rodda & T.B.Tran
- Hoya tangerina Kloppenb., G.Mend. & Ferreras
- Hoya tannaensis T.Green & Kloppenb.
- Hoya tauensis Kloppenb.
- Hoya taylorii Kloppenb.
- Hoya taytayensis Kloppenb. & Siar
- Hoya taywanisensis Kloppenb., Mendoza & Ferreras
- Hoya telosmoides Omlor
- Hoya tengchongensis J.F.Zhang, N.H.Xia & Y.F.Kuang
- Hoya tenggerensis Bakh.f.
- Hoya teretifolia Griff. ex Hook.f.
- Hoya thailandica Thaithong
- Hoya thomsonii Hook.f.
- Hoya thuathienhuensis T.B.Tran, Rodda & Simonsson
- Hoya tiatuilaensis Kloppenb.
- Hoya tjadasmalangensis Bakh.f.
- Hoya tjampeaensis Hochr.
- Hoya tomataensis T.Green & Kloppenb.
- Hoya torricellensis Schltr.
- Hoya trigonolobos Schltr.
- Hoya trukensis Hosok.
- Hoya tsangii C.M.Burton
- Hoya tsiangiana P.T.Li
- Hoya × tuafanua Whistler & Kloppenb.
- Hoya uafatoensis Kloppenb.
- Hoya uncinata Teijsm. & Binn.
- Hoya undulata S.Rahayu & Rodda
- Hoya unica Kloppenb., G.Mend. & Ferreras
- Hoya uniflora Aver. & V.T.Pham
- Hoya unruhiana Kloppenb., Siar, G.Mend., Cajano & Carandang
- Hoya uplandgrantensis Kloppenb.
- Hoya upoluensis Reinecke
- Hoya vacciniiflora O.Schwartz
- Hoya vaccinioides Hook.f.
- Hoya vangviengiensis Rodda & Simonsson
- Hoya vanuatensis T.Green
- Hoya velasioi Kloppenb.
- Hoya venusta Schltr.
- Hoya versteegii Simonsson & Rodda
- Hoya verticillata (Vahl) G.Don
- Hoya vicencioana Kloppenb., Siar, Cajano, Guevarra & Carandang
- Hoya vitellina Blume
- Hoya vitellinoides Bakh.f.
- Hoya vitiensis Turrill
- Hoya wallichii (Wight) C.M.Burton
- Hoya walliniana Kloppenb. & Nyhuus
- Hoya wariana Schltr.
- Hoya wayetii Kloppenb.
- Hoya waymaniae Kloppenb.
- Hoya weebella Kloppenb.
- Hoya whistleri Kloppenb.
- Hoya wightii Hook.f.
- Hoya williamsiana Kloppenb., Siar, G.Mend., Cajano, Guevarra & Carandang
- Hoya wongii Rodda, Simonsson & L.Wanntorp
- Hoya wrayi King & Gamble
- Hoya yingjiangensis J.Feng Zhang, L.Bai, N.H.Xia & Z.Q.Peng
- Hoya yuennanensis Hand.-Mazz.
- Hoya yvesrocheri Simonsson & Rodda